# 桃太郎伝説 (アニメ)
『桃太郎伝説』（ももたろうでんせつ）は、ハドソンから発売されたRPG『桃太郎伝説』を原作としたテレビアニメ。テレビ東京系列で1989年10月2日から1991年4月1日にかけて『桃太郎伝説 PEACHBOY LEGEND』（ももたろうでんせつ ピーチボーイ レジェンド）と『PEACH COMMAND 新桃太郎伝説』（ピーチ コマンド しんももたろうでんせつ）が放送された。

## 桃太郎伝説 PEACHBOY LEGEND
『桃太郎伝説 PEACHBOY LEGEND』は、1989年10月2日から1990年10月1日までテレビ東京系で放送されたテレビアニメ。全51話。放送時間は、毎週月曜日18時30分から19時00分（テレビ東京、およびテレビ東京との同時ネット局の場合）。
「『桃太郎』や『金太郎』など、多くの昔話の主人公が登場する」「鬼のリーダーは閻魔」といったことを除き、原作ゲームとの直接の関係は薄く、アニメオリジナルの要素やキャラクターも多い。アニメオリジナル要素の一例として、鬼と戦う際には「変化テクター（へんげ- ）」と呼ばれるプロテクターを身に付ける、という設定があった。終盤では、お供の動物と合体することによって更にパワーアップした（いわゆる「二段変身」）。なお、この「変化テクター」は童友社からプラモデルで販売された。また、メインスポンサーであるタカラ（現・タカラトミー）からも玩具が発売された事でラインナップは意外に豊富で、二段変化はもちろん、四魔鬼の鬼鎧や一話しか出なかった「火の鳥変化」と「鬼面変化」も販売していた。
製作に関わっているI&Sは元々ハドソンのゲームの広告製作を請け負っていた広告代理店で、同社においてハドソンを担当していたのが桝田省治であった。桝田は原作ゲームには企画段階から開発に至るまで関わり、本作と続編『PEACH COMMAND 新桃太郎伝説』でもプロデューサーとしてスタッフに名を連ねた。

### 登場人物
桃太郎
声 - 佐々木望
本作の主人公。フルネームは日本一 桃太郎（にっぽんいち ももたろう）。一人称は「私」または「僕」で、お供やかぐや姫からは「桃ちゃん」、金太郎からは「桃の字」と呼ばれている。金太郎のことは「金ちゃん」、浦島太郎のことは「浦ちゃん」と呼んでいる。
変化する際は当初はハチマキの桃の飾りを手に取り、「桃変化!!」と唱えていたが、途中から、「桃変化!!」と唱えるとすぐに全裸になり、その上から変化テクターが装着されるというショートバージョンになった。変化し終わると、「日本一、桃太郎、見参!!」と見得を切る。変化テクターは時々じっちゃんの元に送り補修させており、この隙を鬼に突かれテクターを奪われたことがある。
お供との二段変身は、それぞれ「合体！ 猿変化！」「合体！ 雉変化！」「合体！ 犬変化！」と唱える。
サルの紋太
声 - 羽村京子（ - 14話）→伊倉一寿（15話 - ）
キジのキーコ
声 - 横山智佐
イヌのポチ
声 - 折笠愛
金太郎
声 - 渡辺久美子
元々は足柄山財閥の坊ちゃん。それ故に金で問題を解決しようとする面がある拝金主義者で、関西弁を話す。特に桃太郎と一緒に旅をしているわけではないときでも、なぜかいつも桃太郎と合流してしまう。桃太郎から「金ちゃん」と呼ばれると決まって「誰が金ちゃんやねん」と返す。
四股を踏みながら、「マル金変化!!」と唱えることで、千両箱のような箱から変化テクターが飛び出し、装着される。変化し終わると、「金太郎、あ参上!!」と見得を切る。
クマゴローとの二段変身の掛け声は「合体！ 月ノ輪変化！」と唱える。
クマゴロー
声 - 西村智博
金太郎のことを若と呼び、彼に冷静な突込みを入れるツキノワグマ。語尾に「ばってんだがや」とつける事が多い。
浦島太郎
声 - 草尾毅
桃太郎や金太郎と比べると知的かつ生真面目な所があり、「鬼の目にも涙」など、ことわざや故事を並べて話すときがある。
「浦島太郎、変化の儀!!」と唱え、玉手箱を開けることで変化する。その際に服が豪快に破れるのが特徴。変化し終わると、「浦島太郎、泰然」と両手を合わせ礼をする。
カメ吉との二段変身の掛け声は「合体！ 亀変化の儀！」と唱える。
カメ吉
声 - 鈴木勝美
乙姫に仕えるカメ。自分のことを「オラ」浦島太郎のことを｢太郎さん｣と呼び、語尾に「ズラ」と付ける。
龍神太郎
声 - 中村大樹
エンディングテーマで、「揉め事大好き、友情嫌い」と称しているが、義理堅い面もある。
「龍神太郎必殺の、変化ドラゴン!!」と唱えることで変化。彼だけ全裸にならない。変化し終わると、「龍神太郎、推参!!」と見得を切る。
竜之介との二段変身の掛け声は「合体！ 龍神変化！」と唱える。
竜之介
声 - 笹岡繁蔵
龍神太郎の相棒で、石油を主食にする龍。実はメス（龍神太郎は女らしい名前だと認識している）。彼女を食わせるために龍神太郎は油田を掘ろうとしたこともあった。鳴き声は「ボヨヨ〜ン」。
かぐや姫
声 - 小森まなみ→水谷優子（小森が出産のため途中交代）
元々は月の民。旅をしているわけではないはずなのに、桃太郎達と合流する場合が多い。にんにくが大好物。
乙姫
声 - 折笠愛
竜宮城の主で、浦島の変化テクターと合体テクターの制作者。挨拶や手紙の最後は、「See you again」と結ぶ。
オニ姫
声 - 真柴摩利
桃退治に出るが、その相手を知らずに桃太郎と意気投合してしまった鬼の娘。鬼であることを隠すため三度笠を被っている。鬼之皇子の幼馴染だが、幼少期に彼に対してスパルタ指導をしたことがあり、それが彼のトラウマになっており、彼の見合い相手として紹介された際は一目散に逃げられてしまった。
鬼之皇子
声 - 竹村拓
エゲレス帰りなので、言葉の節々に英語が混じる西洋かぶれ。「センキュー」が口癖。かぐや姫に惚れている。顔は二枚目だがやることは三枚目である。部下の赤魔鬼達が夕方5時になると帰宅してしまうのが悩みである。鬼鎧の名前はグランドクロス。
赤魔鬼
声 - 中村大樹
「ばってん」、「○○たい」と博多弁を喋る。獣鬼軍を率いる四天王の一角。鬼子（きこ）と鬼太郎（きたろう）という妻子を持つ。鬼鎧の名前はレッドウォーリア。
青魔鬼
声 - 草尾毅
「だぎゃ」と名古屋弁を喋る。鉄鋼鬼軍を率いる四天王の一角。鬼鎧の名前はブルーメガス。
白魔鬼
声 - 西村智博
関西弁を話す。幻魔鬼軍を率いる四天王の一角。実は元人間であり、故郷の村にサキという妹がいる。鬼鎧の名前はホワイトオーラ。
黒魔鬼
声 - 竹村拓
オカマ口調で話す。忍鬼軍を率いる四天王の一角。鬼鎧の名前はブラックマグナム。
喜鬼怪快
声 - 緒方賢一
「キーキッキッキッキッキッキ、カイカイカイカイ」と怪しい笑みを浮かびながら実験や発明をしているマッドサイエンティスト。桃太郎のじっちゃんとは旧知の仲である。鬼鎧を開発したのは孫のシャリ鬼。
雑兵鬼
声 - 笹岡繁蔵
鬼族の一般兵。赤、青、白、黒の4色があり、それぞれ赤魔鬼、青魔鬼、白魔鬼、黒魔鬼が連れている。攻撃を受けると接着剤不要のプラモデルのように、各関節からばらばらに崩れる。壊れた鬼が廃棄場に廃棄されていた。一寸法師はこれを改造して鬼面変化を行った。

### スタッフ
- 企画：西野聖市
- 原作：さくまあきら
- コンセプトプランナー：広井王子（レッドカンパニー）
- チーフディレクター：福本潔
- オリジナルキャラクターデザイン：土居孝幸
- ヨロイデザイン：岡本英郎
- シリーズ構成：山崎敬之
- 美術監督：坂本信人
- 撮影監督：小澤次雄
- 音響監督：本田保則
- 音楽プロデューサー：重松英俊
- 音楽：難波弘之、兼崎順一
- キャラクターデザイン、総作画監督：森利夫
- プロデューサー：倉林伸介（テレビ東京）、加納眞士・桝田省治（I&S）、西野範子（Knack）
- 編集：神谷編集室
- 効果：片岡陽三（E&M）
- エンジニア：阿部幸男
- 製作：テレビ東京、I&S、Knack、ナック映画

### 主題歌
オープニングテーマ
「桃変化で行こう！」（前期）
作詞 - さくまあきら / 作曲 - 難波弘之 / 編曲 - 入江純 / 歌 - ピーチボーイズ（レーベル - スターチャイルド / キングレコード）
あまりにも「も」の数が多かったため、本曲を歌った1人かつ初代かぐや姫役の小森まなみのラジオ番組『mamiのRADIかるコミュニケーション』で話題となり、それが飛び火する形で『ジャンプ放送局』の「ほんのチョイ係」でもネタになった。
第51話（最終回）のエピローグでは挿入歌として使用された。
「夢しゃりばり(PEACH TOWN'S PARTY)」（後期）
作詞 - 加納眞士 / 作曲・編曲 - 三田超人 / 歌 - ピーチボーイズ（レーベル - スターチャイルド / キングレコード）

エンディングテーマ
「ピーチボーイ・ブギウギ」
作詞 - 加納眞士 / 作曲 - 馬場孝幸 / 編曲 - 入江純 / 歌 - ピーチボーイズ（レーベル - スターチャイルド / キングレコード）
1番が桃太郎、2番が金太郎、3番が浦島太郎、4番が龍神太郎、5番が鬼之皇子、6番がかぐや姫に関する歌詞。自分自身のことを歌っているが、金太郎のみクマゴローに歌わせている。1クール毎に1、2番、3、4番、5、6番と変わっていき、最後はまた1、2番に戻った。
なお、本作のOP映像とED映像では、歌詞テロップが表示されなかった。

### 各話リスト
サブタイトルは基本的に桃太郎役の佐々木望が読み上げるが、一部の回においては他のキャラもタイトルコールを行っている。
| 話 | 放送日         | サブタイトル                              | 脚本     | 絵コンテ   | 演出       | 作画監督          |
| -- | -------------- | ----------------------------------------- | -------- | ---------- | ---------- | ----------------- |
| 1  | 1989年 10月2日 | 人畜無害! 私が日本一の桃太郎です!         | 雪室俊一 | 福本潔     | 福本潔     | 森利夫            |
| 2  | 10月9日        | 指迷手配? 極悪人、桃太郎を捕まえろ!       | 雪室俊一 | 関むさし   | 関むさし   | 小泉謙三          |
| 3  | 10月16日       | 出前神速! 金太郎は、おぼっちゃま!         | 山崎忠昭 | 山吉康夫   | 山吉康夫   | 森利夫            |
| 4  | 10月23日       | 月下美人! かぐや姫のいけない秘密          | 翁妙子   | 高杉忠幸   | 泉明宏     | 武藤稔            |
| 5  | 10月30日       | 馬耳東風! 浦島太郎は、ヘンなヤツ。        | 黒岩夕城 | 落合正宗   | 落合正宗   | 森利夫            |
| 6  | 11月6日        | 怪物退治! 暗闇でドッキリ、素顔でビックリ! | 山崎忠昭 | 池端隆史   | 池端隆史   | 小泉謙三          |
| 7  | 11月13日       | 複雑怪鬼! 乙女心と花咲か爺さん。          | 山崎忠昭 | 松園公     | 秦義人     | 金澤勝眞          |
| 8  | 11月20日       | 宿敵登場! エゲレス帰りの鬼之皇子!         | 雪室俊一 | 浅田裕二   | 矢部秋則   | 須藤昌朋          |
| 9  | 11月27日       | 委細面談! 用心棒だよ、桃太郎。            | 山崎忠昭 | 南波千浪   | 泉明宏     | 武藤稔            |
| 10 | 12月4日        | 妖怪道中! 恐怖と怪奇のあやかしの森。      | 山崎忠昭 | 落合正宗   | 落合正宗   | 森利夫            |
| 11 | 12月11日       | 武術大会! 浦島太郎変化の儀。              | 黒岩夕城 | 木暮輝夫   | 木暮輝夫   | 狭山次郎          |
| 12 | 12月18日       | 奇想天外! カラクリ寺だぜ、センキュ!       | 雪室俊一 | 池端隆史   | 池端隆史   | 小泉謙三          |
| 13 | 12月25日       | 神出鬼没! オレが、オニヒメだ! 文句あっか? | 翁妙子   | 大関雅幸   | 金澤勝眞   | 金澤勝眞          |
| 14 | 1990年 1月8日  | 龍虎相打! 竜神太郎がやってきた!           | 雪室俊一 | 浅田裕二   | 矢部秋則   | 須藤昌朋          |
| 15 | 1月15日        | 前人未到! 心も凍る寒地獄ってかー!         | 翁妙子   | 落合正宗   | 落合正宗   | 森利夫            |
| 16 | 1月22日        | 唯我独尊! マッドな天才、喜鬼怪快!         | 山崎忠昭 | 福本潔     | 福本潔     | 武藤稔            |
| 17 | 1月29日        | 千両役者! カチカチ山と一寸法師!           | 山崎忠昭 | 木暮輝夫   | 木暮輝夫   | 狭山次郎          |
| 18 | 2月5日         | 天変地異! アラシを呼ぶオニヒメ!           | 黒岩夕城 | 池端隆史   | 池端隆史   | 小泉謙三          |
| 19 | 2月12日        | 一期一会! ポチは、鬼の味方です!           | 山崎忠昭 | 落合正宗   | 落合正宗   | 森利夫            |
| 20 | 2月19日        | 起死回生! 乙姫様救出作戦! 龍宮城の決闘!   | 山崎忠昭 | 浅田裕二   | 浅田裕二   | 須藤昌朋          |
| 21 | 2月26日        | 危機一発! 本物はだれだ? 二人の浦島太郎    | 山崎忠昭 | 藤原浩一   | 藤原浩一   | 武藤稔            |
| 22 | 3月5日         | 空前絶後! エレキテル地獄だぜ、かぐや姫    | 雪室俊一 | 木暮輝夫   | 木暮輝夫   | 狭山次郎          |
| 23 | 3月12日        | 右往左往! 赤魔鬼、女房に逃げられる?       | 黒岩夕城 | 池端隆史   | 池端隆史   | 小泉謙三          |
| 24 | 3月19日        | 一致団結! 急げ! ポチたちの村が危ない!     | 加納真士 | 福本潔     | 福本潔     | 森利夫            |
| 25 | 3月26日        | 快刀乱麻! 竜神太郎、必殺の変化ドラゴン    | 雪室俊一 | 浅田裕二   | 矢部秋則   | 須藤昌朋 深橋英人 |
| 26 | 4月2日         | 棒腹絶倒! かぐや姫、文福茶釜で茶を点てる  | 山崎忠昭 | 大地丙太郎 | 大地丙太郎 | 金澤勝眞          |
| 27 | 4月9日         | 魔神変化! UFO騒動に巨大閻魔あらわる!      | 山崎忠昭 | 木暮輝夫   | 木暮輝夫   | 狭山次郎          |
| 28 | 4月16日        | 無芸大食! オニ姫の拾ったギヤマンの壷。    | 翁妙子   | 池端隆史   | 池端隆史   | 小泉謙三          |
| 29 | 4月23日        | 甘辛問答! 鬼之皇子とアメ売りの笠地蔵      | 雪室俊一 | 南波千浪   | 南波千浪   | 武藤稔            |
| 30 | 4月30日        | 閑話休題! 隠れ里の鬼子ちゃんです!         | 翁妙子   | 浅田裕二   | 矢部秋則   | 須藤昌朋          |
| 31 | 5月7日         | 超異次元! 喜鬼怪快と魔法のホーキ          | 山崎忠昭 | 福本潔     | 福本潔     | 森利夫            |
| 32 | 5月14日        | 一触即発! 龍神太郎、卵でドッカンコン      | 雪室俊一 | 大地丙太郎 | 大地丙太郎 | 金澤勝眞          |
| 33 | 5月21日        | 噂的達人! 桃太郎の出生のヒミツ!           | 黒岩夕城 | 木暮輝夫   | 木暮輝夫   | 狭山次郎          |
| 34 | 5月28日        | 合体変身! 桃太郎を狙うバイオモンスター    | 山崎忠昭 | 池端隆史   | 池端隆史   | 小泉謙三          |
| 35 | 6月4日         | 迷宮突破! 浦島太郎、我、鬼ヶ島発見せり!   | 山崎忠昭 | 南波千浪   | 南波千浪   | 武藤稔            |
| 36 | 6月11日        | 暗中模索! 喜鬼怪快の切り札! 透明鬼!       | 山崎忠昭 | 浅田裕二   | 矢部秋則   | 須藤昌朋          |
| 37 | 6月18日        | 天下御免! オレたちゃハリツケブラザーズ!   | 雪室俊一 | 浅田裕二   | 矢部秋則   | 森利夫            |
| 38 | 6月25日        | 気絶悶絶! 正義の味方かぐや姫まいります!   | 山崎忠昭 | 金澤勝眞   | 金澤勝眞   | 金澤勝眞          |
| 39 | 7月2日         | 大安吉日! 金太郎と鶴の美少女怨がえし!     | 山崎忠昭 | 池端隆史   | 池端隆史   | 小泉謙三          |
| 40 | 7月9日         | 鳥獣戯画! じっちゃんの超リモコン合体器    | 山崎忠昭 | 福本潔     | 島崎奈々子 | 森利夫            |
| 41 | 7月16日        | 豪華絢爛! タマやカニやの花火大会          | 雪室俊一 | 浅田裕二   | 矢部秋則   | 森利夫            |
| 42 | 7月30日        | 一発逆転! 歌舞鬼の裏技ニョキニョキの怪    | 山崎忠昭 | 福本潔     | 池端隆史   | 武藤稔            |
| 43 | 8月6日         | 百戦錬磨! 魔の谷の妖怪五人組!             | 山崎忠昭 | 南波千浪   | 南波千浪   | 森利夫            |
| 44 | 8月13日        | 喜怒哀楽! 花咲き村と白魔鬼のヒミツ        | 雪室俊一 | 池端隆史   | 池端隆史   | 小泉謙三          |
| 45 | 8月20日        | 捲土重来! 最強軍団、ブラックベレーの罠    | 山崎忠昭 | 金澤勝眞   | 金澤勝眞   | 金澤勝眞          |
| 46 | 8月27日        | 六根清浄! 年寄りのロボット大戦争!         | 山崎忠昭 | 矢部秋則   | 矢部秋則   | 森利夫            |
| 47 | 9月3日         | 前後不覚! 死ぬな金太郎! 強襲サソリ弾      | 雪室俊一 | 南波千浪   | 南波千浪   | 武藤稔            |
| 48 | 9月10日        | 油断大敵! ススメ! 敵は移動要塞鬼ヶ島!     | 山崎忠昭 | 浅田裕二   | 木暮輝夫   | 狭山次郎          |
| 49 | 9月17日        | 爆風地獄! さらば! 鬼ヒメ、鬼之皇子!       | 雪室俊一 | 池端隆史   | 池端隆史   | 小泉謙三          |
| 50 | 9月24日        | 猪突猛進! 地底城の罠、お化け回廊脱出!     | 山崎忠昭 | 金澤勝眞   | 金澤勝眞   | 金澤勝眞          |
| 51 | 10月1日        | 国士無双! 閻魔を倒せ! 日本一の勇者たち    | 山崎忠昭 | 福本潔     | 島崎奈々子 | 森利夫            |

### ネット局
- 同時ネット：テレビ東京、テレビ北海道、テレビせとうち、奈良テレビ放送
- 時差ネット
  - 東北放送（金・17時30分 - ）[2]
  - 秋田放送（水・17時30分 - ）[2]
  - 山形テレビ（土・日・6時00分 - ）[3]
  - 福島放送、長野朝日放送（日・6時00分 - ）[4]※本放送終了後の1995年8月ごろに放送
  - 新潟テレビ21
  - 富山テレビ放送（水・16時25分 - 16時55分、1990年2月14日から6月20日まで放送、途中打ち切り）[5]
  - 北陸朝日放送（月 - 木・17時00分 - ）[4]※本放送終了後の1995年8月ごろに放送
  - 静岡放送
  - 静岡朝日テレビ（月 - 木・16時57分 - ）[4]※本放送終了後の1995年8月ごろに放送
  - テレビ大阪（土・7時15分 - ）
  - テレビ愛知（土・19時00分 - ）
  - びわ湖放送（木・19時00分 - ）[6]
  - 日本海テレビ（月 - 木・16:30 - 17:00）[4]※本放送終了後の1995年8月ごろに放送
  - 中国放送（月・17時30分 - ）[6]
  - テレビ山口（土・6時00分 - ）※本放送終了後の1998年頃に放送[7]
  - あいテレビ（月 - 金・6時00分 - ）[4]※本放送終了後の1995年8月ごろに放送
  - テレビ西日本（日・6時45分 - ）※1990年6月13日の放送（第13話）をもって途中打ち切り。終了当日はエンディングテーマ直前の第14話予告の部分を、番組終了の告知と翌週からの放送予定番組の紹介に差し替えて放送した。なお、TVQ九州放送開局後も放送されていない。
  - 熊本県民テレビ(1990年10月16日 - 1991年10月15日 火曜 17:00 - 17:30)[8]

## PEACH COMMAND 新桃太郎伝説
『PEACH COMMAND 新桃太郎伝説』は、1990年10月8日から1991年4月1日までテレビ東京系で放送されたテレビアニメ。全24話。
放送枠、およびネット局は、一部遅れネット局を除き前作と同一である。
前作とは別世界の設定であるが、前作の登場人物がエキストラとして登場することが度々あった。本作は宇宙（太陽系）を舞台にしている。「Gメタル」という前作の「変化テクター」的な鎧が登場し、動物（鳥・虎・竜・ライオン）がモチーフになっているほか、顔面も覆う。

### ストーリー
カグヤ・タケトリ姫が治めていた月に突如鬼幕府軍が現れ、太陽系はその支配下に置かれてしまう。
そのような事実を知らない桃太郎が月の都ルナトピアにやってきたその日は、偶然にも鬼がカグヤ姫を連れて民衆の目の前を凱旋する日だった。民衆はこれに合わせ一斉蜂起するが、これは反乱者を一網打尽にするための鬼の罠であった。
カグヤ姫の入ったカプセルは本拠地へ向かって飛び去ってしまったが、桃太郎だけはカグヤ姫を救おうとカプセルにしがみついていた。侵入者を撃退しようと鬼がやってきたが、カグヤ姫がマニキュアを用いて自決を装ったことで、慌てて治療能力を持つティンクルを連れてくるためにその場を立ち去った。こうしてカグヤ姫と面前した桃太郎は、彼女から鬼幕府軍を倒すため、三種の神器を探すよう頼まれ、鬼から救出したばかりのティンクルと共に旅に出た。

### 登場人物（新）
桃太郎
声 - 佐々木望
主人公。太陽系が鬼の支配下に置かれたことを知らなかった田舎者。Gメタルを装着するときの台詞は、「不死鳥神変化！」だったが、まもなく「変化、不死鳥神！」に変わった。後にもう1つのGメタルを入手し、こちらの台詞は「変化、獅子王神！」。
ティンクル
声 - 折笠愛
鬼に捕まっていた妖精で、前作の紋太・キーコ・ポチ的なキャラクター。名前も姿もピーター・パンのティンカー・ベルそのままである。治療能力を持っており、鬼にボコボコにされた桃太郎の顔を元に戻した。
カグヤ・タケトリ姫
声 - 水谷優子
月を治めていた姫。鬼幕府軍によって囚われの身になる。
金太郎
声 - 渡辺久美子
鬼に武器を売っていた武器商人。桃太郎とティンクルを捕まえたことにより、カグヤ姫の立体映像から鬼幕府軍を倒すよう頼まれる。惑星間の移動にも彼の船を使用する。Gメタルを装着するときの台詞は、「白虎神変化！」だったが、まもなく「変化、白虎神！」に変わった。
イエティ
声 - 千葉一伸
金太郎の相棒で、前作のクマゴロー的な存在。人語を理解することはできるが話すことはできない。
龍神太郎
声 - 中村大樹
テンガロンハットに革のジャンパーという西部劇のような姿。前作と違い、登場後にすぐに共に行動するようになる。Gメタルを装着するときの台詞は、「黒龍神変化！」だったが、まもなく「変化、黒龍神！」に変わった。
竜子（たつこ）
声 - こおろぎさとみ
龍神太郎の妹。
大魔神雷（だいまじんらい）
声 - 笹岡繁蔵
太陽系に送り込まれた鬼幕府軍の中でのトップ。
鬼魔呂
声 - 草尾毅
一本角の鬼の青年。鬼幕府の幹部で、一人称は「魔呂」。語尾に「～おじゃる」をつけるなど公家のような喋り方をする。手柄を立てるためなら手段を選ばず、部下や仲間の犠牲も厭わない。三種の神器の秘密に気づいて謀反を企てるも、大魔神雷に逆心を見抜かれ本来の姿である心を持たない殺人兵器にされてしまった。
夜叉姫
声 - 横山智佐
二本角の鬼の少女。ゲーム版とは別人であり、髪は赤色。鬼魔呂と同じく鬼幕府の幹部。わがままで傲岸不遜だが、小鉄ビームを浴び胸が鉄化してしまったことと、その際に自分を庇った豪羅が命を落としたことで葛藤する。大魔神雷によって兵器にされる鬼魔呂を目の当たりにし、苦悩の末離反。暴走する鬼魔呂を倒し、最終決戦以降は桃太郎たちと行動を共にする。
赤の豪羅（あかのごうら）
声 - 小野健一
赤い鬼。獅子の様な姿をしている。死畏魔、銅魔と合わせて「三奉行」と呼ばれる。浴びたものを鉄にする小鉄ビームが暴走した際、夜叉姫を庇い鉄になる。
黒の死畏魔（くろのしいま）
声 - 高木渉
黒い鬼。台詞の頭に「それでそれから」と付ける癖がある。戦闘から離脱しようと鬼魔呂と夜叉姫の乗るリフトに跳び移ろうとするも、夜叉姫の腕をつかむ前に鬼魔呂がリフトを上昇させてしまい、桃太郎に斬られて戦死する。
青の銅魔（あおのどーま）
声 - 梅津秀行
青い鬼。語尾に「なり」とつける。鬼魔呂からマドー砲を渡されたのでこれを使用するが、その代償に命を失うということは聞かされていなかった。
喜鬼爽快
声 - 緒方賢一
性格や容姿は前作の喜鬼怪快と同じ。笑い声が「キーキッキッキッキッキッキ、ソウカイソウカイ」になっている。ドーマとは割りと仲がいいらしく、鬼魔呂と夜叉姫から難題を押し付けられたときは「友情パワーで即解決」と言い、本当に解決させてしまった。
タクワン仙人
声 - 緒方賢一
それぞれの惑星にいる仙人。登場順に1号、2号となっており、全員で12号までいる。口癖は「パリポリ」。カグヤ姫の脱出の手助けをしたのは沢庵仙人0号。
つるメカ
声 - 真柴摩利
元は宇宙海賊の女船長つる。金太郎に載せられ鬼の戦艦に乗り込むも捕まり、喜鬼爽快の手によりサイボーグ化される。生身なのは頭部だけなので、首が取れてしまう。首から下の肉体はカプセルに入れて保存されている。前作では一話だけ登場し、メジャーデビューを目指していた。
ナレーター
声 - 神代知衣
当時の神代はゲームの桃太郎シリーズのテレビCMのナレーションも行っていた。基本的に突っ込み役。

### 三種の神器
三種の神器はストーリーの根幹を成すアイテムで、基本的に2つに分けられている。
オニギリソード
神光剣と魔黒剣の2本に分かれており、あらゆるものを破壊する最強の剣。
バベルの鏡
大鏡と小鏡の2つに分けられており、あらゆる攻撃を吸収する最強の盾。
シリウスの勾玉
赤と青の勾玉の2つに分けられており、剣と盾を制御する鎧（Gメタル）となる。

### スタッフ（新）
- 企画：西野聖市（KnacK）
- 原作：さくまあきら
- コンセプトプランナー：広井王子（レッドカンパニー）
- コンセプトアドバイザー：松崎健一
- チーフディレクター：福本潔
- オリジナル・キャラクターデザイン：土居孝幸
- Gメタルデザイン：多賀谷学
- 美術監督：坂本信人
- 撮影監督：小澤次雄
- 音響監督：本田保則
- 音楽プロデューサー：重松英俊
- 音楽：難波弘之、兼崎順一
- キャラクターデザイン、総作画監督：森利夫
- プロデューサー：倉林伸介（テレビ東京）、加納眞士・桝田省治（I&S）、西野範子（KnacK）
- 編集：神谷編集室
- 音響ディレクター：鶴岡陽太
- 効果：片岡陽三（E&M）
- 録音：阿部幸男
- 製作協力：ナック映画
- 製作：テレビ東京、I&S、KnacK

### 主題歌（新）
オープニングテーマ - 「ピーチコマンド桃太郎」
作詞 - 加納眞士 / 作曲 - 池毅 / 編曲 - 藤原いくろう / 歌 - 佐々木望（レーベル - スターチャイルド / キングレコード）
エンディングテーマ - 「桃王」
作詞 - 加納眞士 / 作曲・編曲 - 藤原いくろう / 歌 - 折笠愛（レーベル - スターチャイルド / キングレコード）

### 各話リスト（新）
| 話 | 放送日         | サブタイトル                | 脚本       | 絵コンテ | 演出       | 作画監督 |
| -- | -------------- | --------------------------- | ---------- | -------- | ---------- | -------- |
| 1  | 1990年 10月8日 | 黒風襲来                    | 山崎忠昭   | 福本潔   | 福本潔     | 森利夫   |
| 2  | 10月15日       | 発動・Gメタル               | 山崎忠昭   | 池端隆史 | 酒井伸次   | 小泉謙三 |
| 3  | 10月22日       | 龍神太郎を救出せよ          | 山崎忠昭   | 矢部秋則 | 井硲清高   | 森利夫   |
| 4  | 10月29日       | 卵を守れ! 恐竜大作戦        | 安藤豊弘   | 南波千浪 | 南波千浪   | 森利夫   |
| 5  | 11月5日        | バベルの鏡が呼んでいる      | 池端隆史   | 池端隆史 | 池端隆史   | 鈴木順八 |
| 6  | 11月12日       | 卑怯の天才鬼魔呂登場        | 山崎忠昭   | 浅田裕二 | 落合正宗   | 落合正宗 |
| 7  | 11月19日       | 見たか!? 桃太郎新変化       | 円山知恵   | 福本潔   | 島崎奈々子 | 森利夫   |
| 8  | 11月26日       | 倒せ! 宇宙キョンシー        | 島崎シイラ | 酒井伸次 | 酒井伸次   | 小泉謙三 |
| 9  | 12月3日        | 妖精の森の魔法陣            | 安藤豊弘   | 浅田裕二 | 落合正宗   | 落合正宗 |
| 10 | 12月10日       | ハチャメチャ魔法大作戦      | 円山知恵   | 矢部秋則 | 井硲清高   | 森利夫   |
| 11 | 12月17日       | ドンドンパチパチ忠臣蔵      | 山崎忠昭   | 馬場住男 | 落合正宗   | 落合正宗 |
| 12 | 1991年 1月7日  | 謹賀脱出! ようこそかぐや姫  | 福本潔     | 福本潔   | 島崎奈々子 | 佐藤道雄 |
| 13 | 1月14日        | いけにえショーをぶちこわせ! | 山崎忠昭   | 酒井伸次 | 酒井伸次   | 小泉謙三 |
| 14 | 1月21日        | 突入! 謎の空中ピラミッド    | 円山知恵   | 馬場住男 | 落合正宗   | 落合正宗 |
| 15 | 1月28日        | ミツバチ城の宝剣を追え!     | 安藤豊弘   | 浅田裕二 | 上田茂     | 森利夫   |
| 16 | 2月4日         | 仁義なき神器争奪戦          | 池端隆史   | 池端隆史 | 池端隆史   | 鈴木順八 |
| 17 | 2月11日        | 疑惑のバレンタインデー      | 島崎セイラ | 中野線路 | 落合正宗   | 落合正宗 |
| 18 | 2月18日        | 鉄の心に花束を…             | 円山知恵   | 福本潔   | 島崎奈々子 | 佐藤道雄 |
| 19 | 2月25日        | 元気爆発桃太郎              | 円山知恵   | 池端隆史 | 池端隆史   | 鈴木順八 |
| 20 | 3月4日         | 巨人の国の雛祭り            | 山崎忠昭   | 酒井伸次 | 酒井伸次   | 小泉謙三 |
| 21 | 3月11日        | くらえ! ドーマのマドー砲    | 安藤豊弘   | 福本潔   | 井硲清高   | 森利夫   |
| 22 | 3月18日        | 夜叉姫ばっちゃん変化        | 円山知恵   | 浅田裕二 | 落合正宗   | 李東益   |
| 23 | 3月25日        | 鬼魔呂 最期でおじゃる       | 安藤豊弘   | 池端隆史 | 池端隆史   | 鈴木順八 |
| 24 | 4月1日         | 桃太郎最後のゴッドメタル    | 福本潔     | 福本潔   | 福本潔     | 森利夫   |

### ネット局
- 同時ネット：テレビ東京、テレビ北海道、テレビせとうち、奈良テレビ放送
- 時差ネット
  - 富山テレビ（金曜 16:25 - 16:55、1991年10月4日から1992年4月7日まで放送。最終回は火曜 5:55 - 6:25にて放送）[10]
  - 静岡放送（日曜 6:00 - 6:30）[11]
  - 東北放送（金曜 17:30 - 18:00）

## 関連商品

### VHS(現在は廃盤)
- 桃太郎伝説 PEACHBOY LEGEND（全12巻）※24話まで収録されておらず、未完結。
- PEACH COMMAND 新桃太郎伝説（全12巻）

なお、「桃太郎伝説 PEACHBOY LEGEND」のDVDが2010年に発売する予定であったが、メーカーが無断で行ったものであり（さくまあきら自身も知らされていない）、且つ倒産したため中止となった。2024年でもDVD化の話は出ていない。

### CD
アニメ「桃太郎伝説」のサントラCD。本編のBGMや主題歌・キャラクターソング、ドラマが収録されている。ドラマは本作登場人物が出演する〈ピーチウェイブ放送局〉と、「コント」と名付けられたミニコント集がある。コントは桃太郎伝説とは全く関係の無い内容でシュールな作りになっている。
「歌 - ピーチボーイズ」は佐々木望を始めとした出演声優9 - 10人によるもので、さくまあきらが好きだった「ザ・ビーチ・ボーイズ」とかけている。

#### 「夢・しゃりばり」
桃太郎伝説 PEACHBOY LEGEND「夢・しゃりばり」 しゃかりき桃太郎と愉快な仲間たち
出演
佐々木望、草尾毅、中村大樹、西村智博、竹村拓、小森まなみ、横山智佐
スタッフ
プロデューサー - 重松英俊
企画・構成・コント作 - 加納眞士
協力 - 桝田省治・他
イラスト原画 - 土居孝幸
BGM
「勇者はいずこ」、「桃変化、桃太郎見参！」、「いとしのかぐや姫」、「鬼来行」
作曲・編曲 - 難波弘之、兼崎順一
VOCAL
「アニマル・ドゥ・ワップ」
作詞 - 上田彩夏 / 作曲 - 馬場孝幸 / 編曲 - 入江純 / 歌 - 西村智博、横山智佐、羽村京子、折笠愛
「桃変化でいこう！」
作詞 - さくまあきら / 作曲 - 難波弘之 / 編曲 - 入江純 / 歌 - ピーチボーイズ
「ムーンチャイルド」
作詞 - 加納眞士 / 作曲・編曲 - 三田超人 / 歌 - 小森まなみ
「ONINOMIKO」
作詞 - 広井王子 / 作曲 - 三田超人 / 編曲 - 入江純 / 歌 - 竹村拓 / コーラス - 小森まなみ、横山智佐
「Let's四天王鬼！」
作詞 - 中山佐知子 / 作曲 - 三田超人 / 編曲 - 入江純 / 歌 - 草尾毅、中村大樹、竹村拓、西村智博
「夢・しゃりばり」
作詞 - 加納眞士 / 作曲 - 三田超人 / 編曲 - 入江純 / 歌 - ピーチボーイズ
コント
「日本むつかし話」
出演 - 佐々木望、草尾毅、中村大樹、西村智博、小森まなみ、横山智佐
「夢」
出演 - 中村大樹、佐々木望、竹村拓、小森まなみ、草尾毅
「こどもの日」
出演 - 横山智佐、西村智博
「五大怪獣、地上最大の決戦！」
出演 - 佐々木望、西村智博、竹村拓、小森まなみ、横山智佐
「ラスト・テンプラー」
出演 - 小森まなみ、竹村拓
＜ピーチウェイブ放送局＞
DJ - 佐々木望＆横山智佐
ゲスト - 鬼之皇子

#### 「夢しゃりばりII、桃王」
桃太郎伝説 PEACHBOY LEGEND「夢しゃりばりII、桃王」 この世で一番ボクが好き！
出演
佐々木望、草尾毅、中村大樹、西村智博、竹村拓、渡辺久美子、横山智佐、伊倉一寿、折笠愛
スタッフ
プロデューサー - 重松英俊
企画・構成・コント作 - 加納眞士
協力 - ハドソン・他
イラスト原画 - 土居孝幸
BGM
「桃太郎・夢街道」、「オニ姫のララバイ」、「極楽桃組参上！」、「鬼之皇子の逆襲」
作曲・編曲 - 難波弘之、兼崎順一
VOCAL
「誰がために金は成る！」
作詞 - 加納眞士 / 作曲 - 馬場孝幸 / 編曲 - 入江純 / 歌 - 渡辺久美子 / セリフ - 西村智博、佐々木望
「アラ、お子様恋愛モード」
作詞 - 宮武さとみ / 作曲 - りゅうてつし / 編曲 - 入江純 / 歌 - 横山智佐、草尾毅
「桃戦隊・ピーチマン！」
作詞 - さくまあきら / 作曲・編曲 - 藤原いくろう / 歌 - 草尾毅 / セリフ - 佐々木望、中村大樹、横山智佐、渡辺久美子
「ピーチボーイブギウギ」
作詞 - 加納眞士 / 作曲 - 馬場孝幸 / 編曲 - 入江純 / 歌 - ピーチボーイズ
「桃太郎ウルトラ音頭」
作詞 - 加納眞士 / 作曲・編曲 - 藤原いくろう / 歌 - 佐々木望
「桃王」
作詞 - 加納眞士 / 作曲・編曲 - 藤原いくろう / 歌 - 折笠愛
超絶コント
「願い」
出演 - 横山智佐、折笠愛
「人造美人」
出演 - 竹村拓、草尾毅、横山智佐
「あぶないやつ」
出演 - 竹村拓、中村大樹、草尾毅、西村智博
「青年の主張」
出演 - 草尾毅、中村大樹、竹村拓、折笠愛
「恐るべき客」
出演 - 中村大樹、草尾毅、竹村拓
「変わり身の術」
出演 - 佐々木望、横山智佐、竹村拓、中村大樹、草尾毅
＜ピーチウェイブ放送局＞
DJ - 佐々木望＆横山智佐
ゲスト - 本編メインキャラオールキャスト